# El tunche, misterios de la selva
El tunche, misterios de la selva es una película de terror mitológico peruana dirigida por Nilo Inga y protagonizada por Reynaldo Arenas, Carolina Infante, Gustavo Cerrón, Ronald Malca, Charles Reátegui y Naúsica Navarro.
La cinta se lanzó en cines peruanos el 29 de octubre de 2006, convirtiéndose en la primera película de género de terror en Perú en tener un estreno comercial.

## Argumento
En Pichanaki, ubicada en la selva de Junín, un conjunto de estudiantes de medicina recibe la noticia del fallecimiento de un antiguo compañero. A pesar de las advertencias de los habitantes locales, deciden adentrarse en la selva. En ese lugar, se ven enfrentados al tunche, un espíritu de la selva que los ataca.

## Reparto
- Reynaldo Arenas
- Carolina Infante
- Gustavo Cerrón
- Ronald Malca
- Charles Reátegui
- Naúsica Navarro

## Crítica
La recepción crítica de la película fue variada. Mientras que algunos críticos elogiaron su esfuerzo por desarrollar un terror con raíces locales y por incorporar la mitología peruana, hubo otros que la criticaron debido a su falta de originalidad y a las actuaciones consideradas como mediocres.